# Coupe d'Europe de beach soccer 2008
Navigation
2007 2009
L'Euro Beach Soccer Cup 2008 est la dixième édition de cette compétition regroupant les huit meilleurs nations de beach soccer d'Europe. Elle se déroule du 3 au 5 mai à Bakou, capitale de l'Azerbaïdjan. Seulement 6 équipes prennent part à cette édition.
L'Espagne remporte son second trophée après celui obtenu en 1999. L'équipe d'Azerbaïdjan est la surprise de la compétition et se hisse sur la troisième marche du podium.

## Nations participantes
- Angleterre

- Azerbaïdjan

- Italie

- Norvège

- Espagne

- Suisse

## Déroulement
Six équipes participent au tournoi, elles sont divisées en deux groupes. Les vainqueurs de chacune des deux poules s'affrontent ensuite pour le titre, les second pour la 3e place et les derniers pour la 5e.

## Tournoi

### Phase de groupe

#### Groupe A
| Équipe  | J | G | G+ | P | Bp | Bc | +/- | Pts |
| ------- | - | - | -- | - | -- | -- | --- | --- |
| Espagne | 2 | 2 | 0  | 0 | 14 | 4  | +10 | 6   |
| Norvège | 2 | 1 | 0  | 1 | 5  | 13 | -8  | 3   |
| Italie  | 2 | 0 | 0  | 2 | 6  | 8  | -2  | 0   |

| 18 septembre 2008 | Norvège | 4 - 3 | Italie | Bakou, Azerbaïdjan |  |
|                   |         |       |        |                    |  |

| 19 septembre 2008 | Espagne | 10 - 1 | Norvège | Bakou, Azerbaïdjan |  |
|                   |         |        |         |                    |  |

| 20 septembre 2008 | Espagne | 4 - 3 | Italie | Bakou, Azerbaïdjan |  |
|                   |         |       |        |                    |  |

#### Groupe B
| Équipe      | J | G | G+ | P | Bp | Bc | +/- | Pts |
| ----------- | - | - | -- | - | -- | -- | --- | --- |
| Suisse      | 2 | 2 | 0  | 0 | 13 | 3  | +10 | 6   |
| Azerbaïdjan | 2 | 1 | 0  | 1 | 3  | 6  | -3  | 3   |
| Angleterre  | 2 | 0 | 0  | 2 | 4  | 11 | -7  | 0   |

| 18 septembre 2008 | Suisse | 8 - 3 | Angleterre | Bakou, Azerbaïdjan |  |
|                   |        |       |            |                    |  |

| 19 septembre 2008 | Azerbaïdjan | 3 - 1 | Angleterre | Bakou, Azerbaïdjan |  |
|                   |             |       |            |                    |  |

| 20 septembre 2008 | Azerbaïdjan | 0 - 5 | Suisse | Bakou, Azerbaïdjan |  |
|                   |             |       |        |                    |  |

### Matchs de classement

#### 5eplace
| 21 septembre 2008 | Italie | 5 - 1 | Angleterre | Bakou, Azerbaïdjan |  |
|                   |        |       |            |                    |  |

#### 3eplace
| 21 septembre 2008 | Azerbaïdjan | 4 - 3 | Norvège | Bakou, Azerbaïdjan |  |
|                   |             |       |         |                    |  |

#### Finale
| 21 septembre 2008 | Espagne | 2 - 0 | Suisse | Bakou, Azerbaïdjan |  |
|                   |         |       |        |                    |  |

## Classement final
| Place | Équipe      |
| ----- | ----------- |
| 1     | Espagne     |
| 2     | Suisse      |
| 3     | Azerbaïdjan |
| 4     | Norvège     |
| 5     | Italie      |
| 6     | Angleterre  |

## Récompenses individuelles
Trophées individuels décernés à la fin de la compétition :
- Meilleur joueur :  Nico
- Meilleur buteur :  Dejan Stankovic
- Meilleur gardien :  Roberto Valeiro